# Пульцоне, Шипьоне
Шипьоне Пульцоне (итал. Scipione Pulzone), известный также как Шипионе из Гаэты, Гаэтанец (итал.  Scipione da Gaeta o Gaetano, il Gaetano; 1544, Гаэта — 1 февраля 1598, Рим) — живописец периода позднего итальянского Возрождения. Его произведения во многом отличаются от господствовавшего в то время интернационального маньеризма. Пульцоне работал в основном в жанре портрета в Риме, Неаполе и Флоренции.

## Биография
Художник родился в Гаэте, маленьком городке между Римом и Неаполем на побережье Гаэтанского залива Тирренского моря. Считается, что художественное образование он получил у Якопино дель Конте, знал и изучал произведения Себастьяно дель Пьомбо и ряда других мастеров, которые обслуживали папский двор и работали в Риме эпохи Контрреформации. Дель Конте направил Пульцоне в студию Рафаэля и Андреа дель Сарто.
С ранних лет художник поддерживал отношения с авторитетными представителями римской аристократии и папской курии и вскоре прославился как портретист. В 1567 году он писал портреты по заказам кардинала Марко Ситтико Альтемпса, а в следующем году Маркантонио II Колонна заказал художнику портрет испанского короля Филиппа II. С 1567 года Шипьоне был членом Академии Святого Луки, где он занимал различные должности до 1582 года.
Шипьоне Пульцоне был также членом Папской академии литературы и изящных искусств виртуозов Пантеона. Между 1572 и 1575 годами художник оставался в Неаполе, чтобы написать утерянный позднее портрет дона Хуана Австрийского, командующего христианским флотом в Битве при Лепанто 7 октября 1571 года. В 1584 году Пульцоне ненадолго остался во Флоренции, где он начал официальный портрет герцога Франческо I, завершенный в Риме в 1586 году, который можно отождествить с портретом, который сейчас находится в галерее Уффици.
Наиболее известный своими портретами, Пульцоне писал также папу Григория XIII, кардинала Медичи, Элеонору Медичи и Марию Медичи. Он также писал алтарные картины для римских церквей, например «Распятие» для церкви Санта-Мария-ин-Валичелла. Для капеллы Страстей Христовых церкви Иль-Джезу ордена иезуитов в Риме он создал алтарь «Пьета» в соответствии с духовными наставлениями Игнатия де Лойолы. «Матерь Божественного Провидения» (Mater Divinae Providentiae), написанная Пульцоне в 1594 году для церкви Сан-Карло-аи-Катинари, вдохновила римско-католический культ поклонения «Богоматери Провидения».
В конце 1584 года художник снова был в Неаполе, скончался в Риме 1 февраля 1598 года

## Характеристика творчества
На формирование индивидуального художественного стиля художника повлияли аристократические портреты работы нидерландского портретиста, работавшего при испанском дворе Антониса Мора, с их элегантностью, испанской холодностью и надменностью изображаемых персонажей, которая создала моду того времени на парадный аристократический портрет. В стилистику этого жанра были вовлечены многие итальянские живописцы-мньеристы: Аньоло Бронзино, Франческо Сальвиати, Пармиджанино, Мирабелло Кавалори, Лавиния Фонтана, Ангиссола. Это полужило основанием даже выделять этих художников в отдельное течение портретного искусства периода Контрреформации. В индивидуальном стиле и живописной манере Шипьоне Пульцоне соединились особенности нидерландского и итальянского маньеризма, с его психологической напряжённостью, холодными хроматическими гаммами, типичными для времени настороженности и пессимистических настроений.
Творчество Пульцоне было заново раскрыто в истории западноевропейского искусства после нескольких работ 1957 года итальянского историка искусства Федерико Дзери. По определению Дзери портретная живопись Пульцоне отражала распространенную в то время культуру, которая «перерабатывала наследие учеников Рафаэля, Марко Пино и даже Микеланджело».

## Галерея

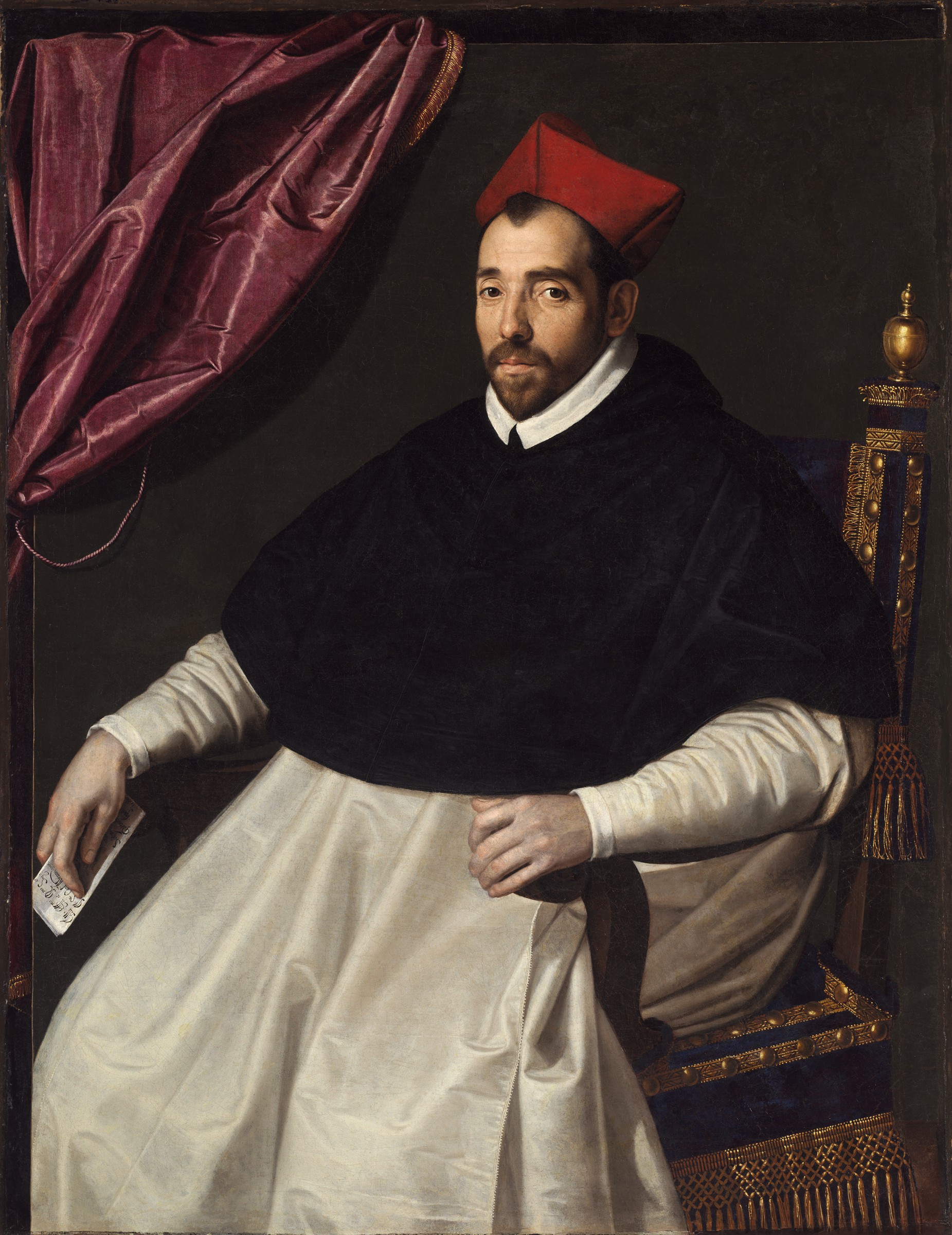
Портрет Микеле Бонелли, прозванного Кардиналом Алессандрино. 1586. Холст, масло. Музей Гарвардского университета, Кембридж, США
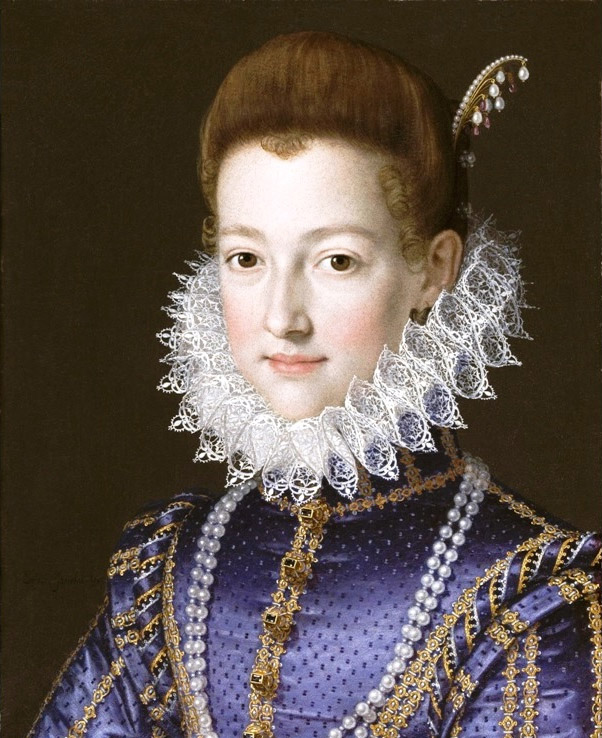
Портрет донны Фаустины Орсини Маттеи. 1580. Медь (?), масло
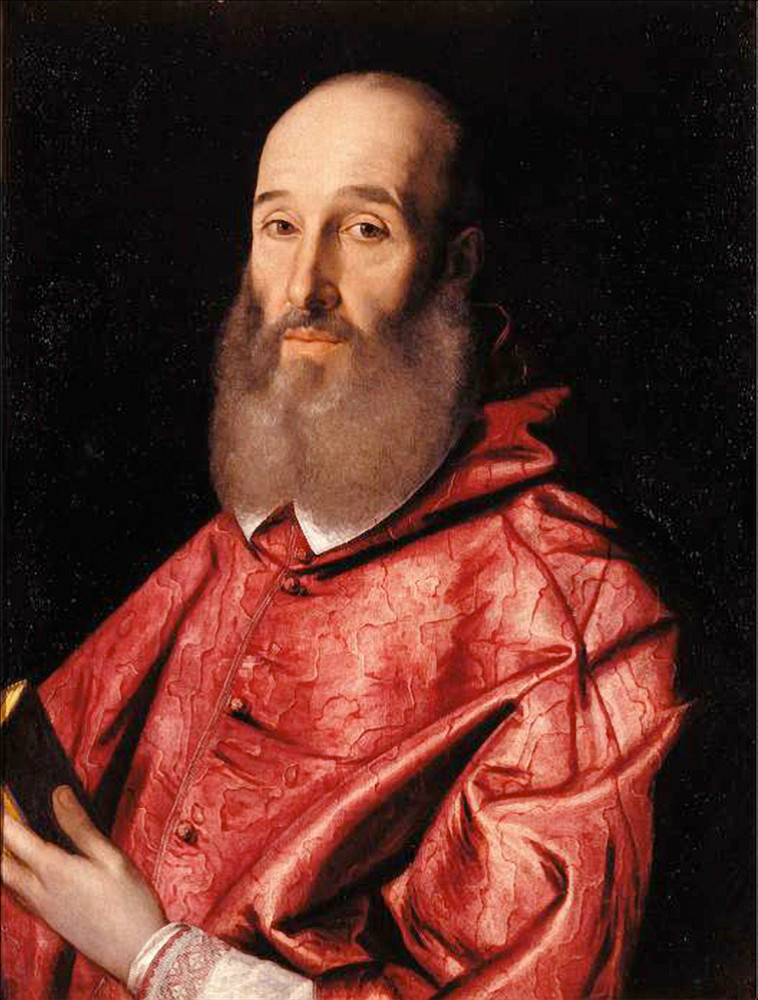
Портрет кардинало Антуана Перно де Гранвиля. Ок. 1576. Медь, масло. Музей Безансона, Франция
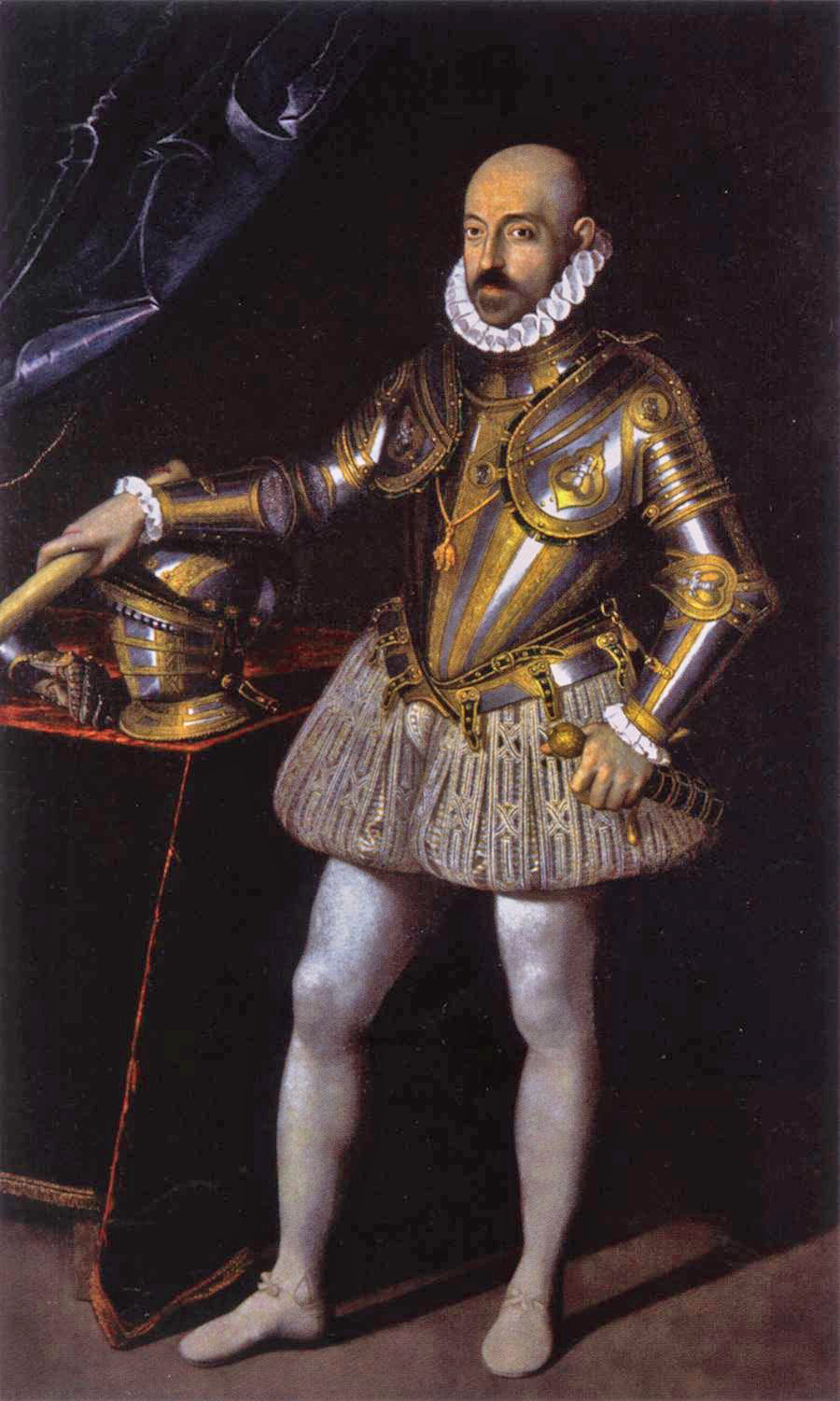
Маркантонио II Колонна. Палаццо Колонна, Рим
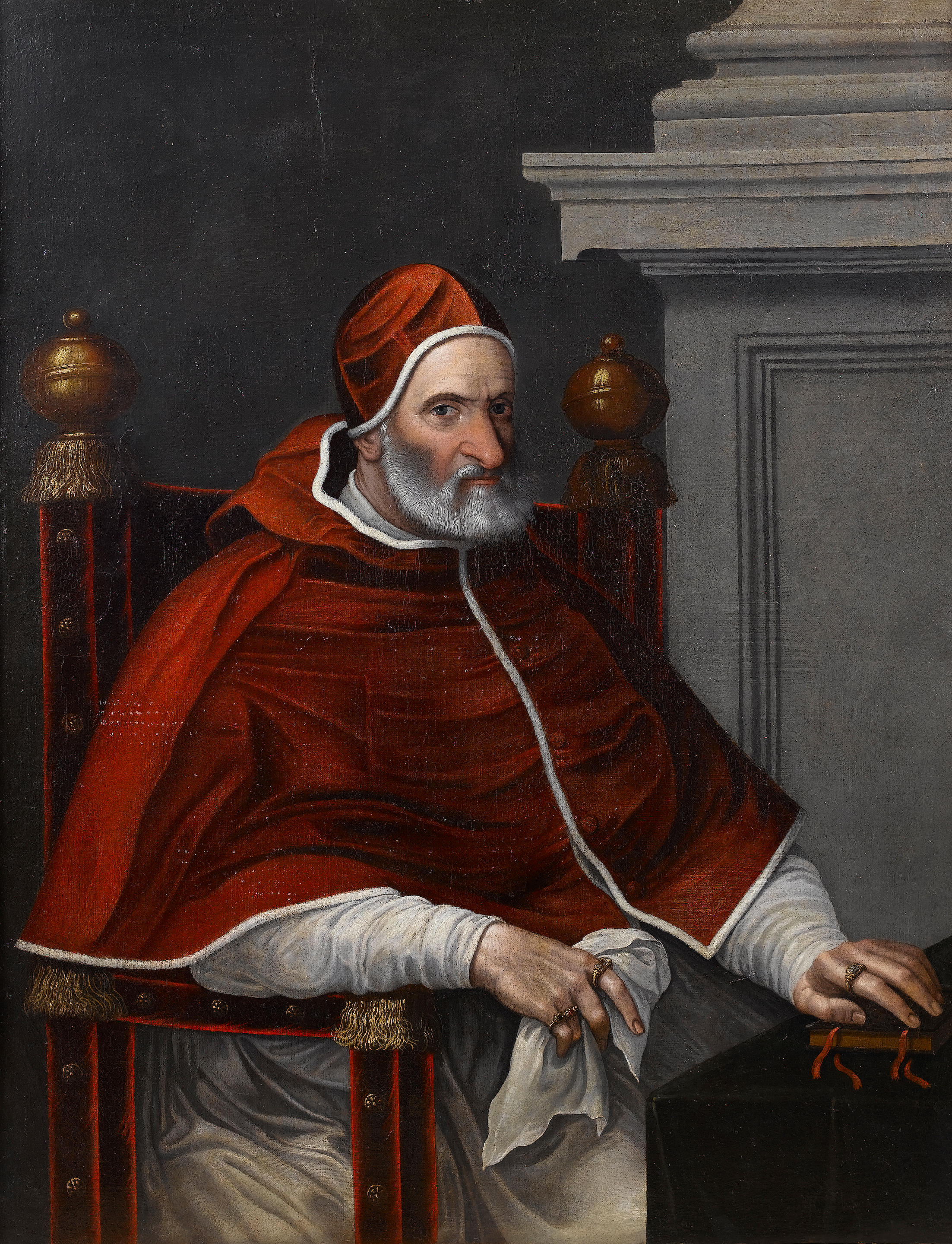
Портрет папы Пия IV. 1560-е гг. Холст, масло. Местонахождение неизвестно
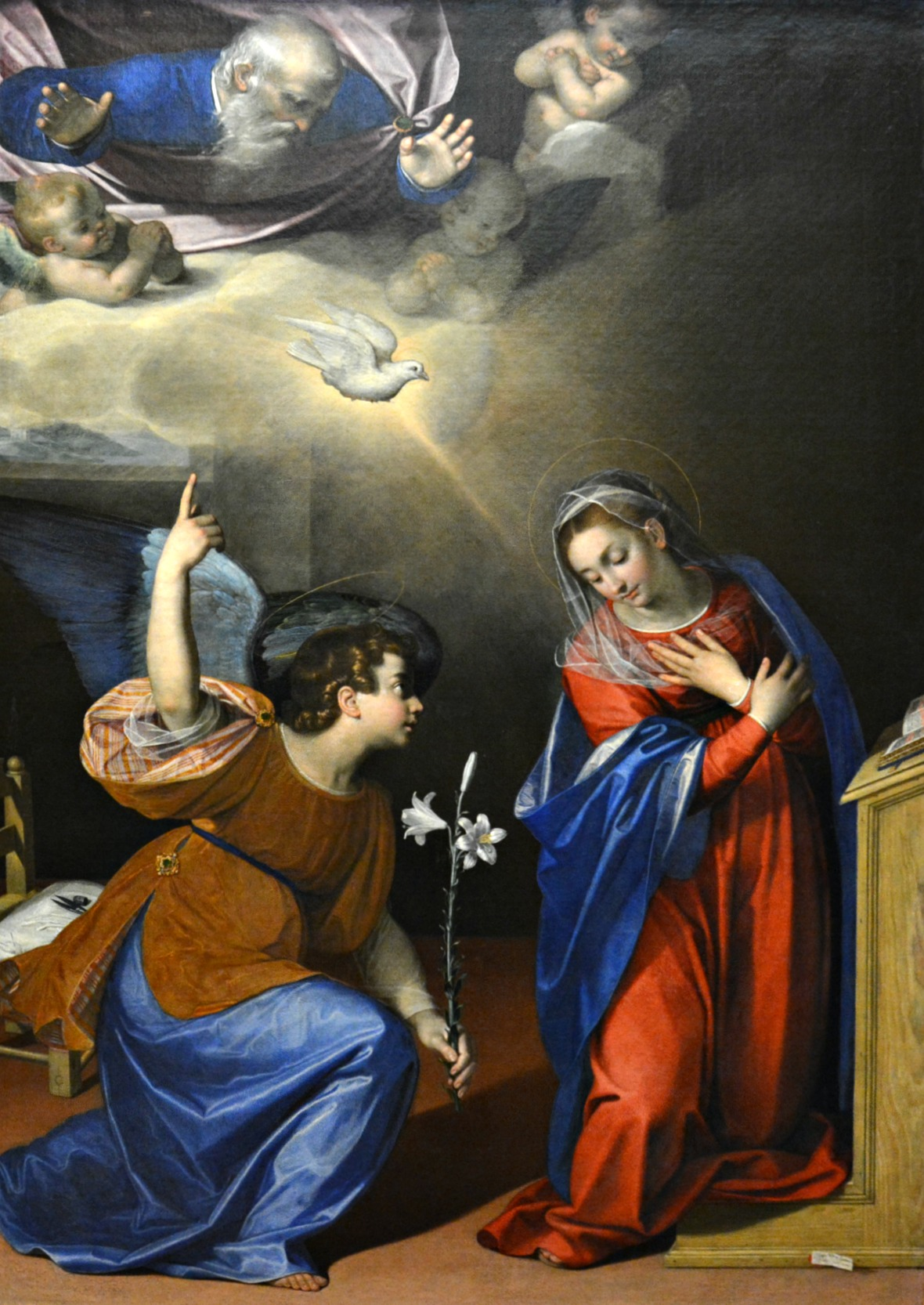
Благовещение. Музей Каподимонте, Неаполь
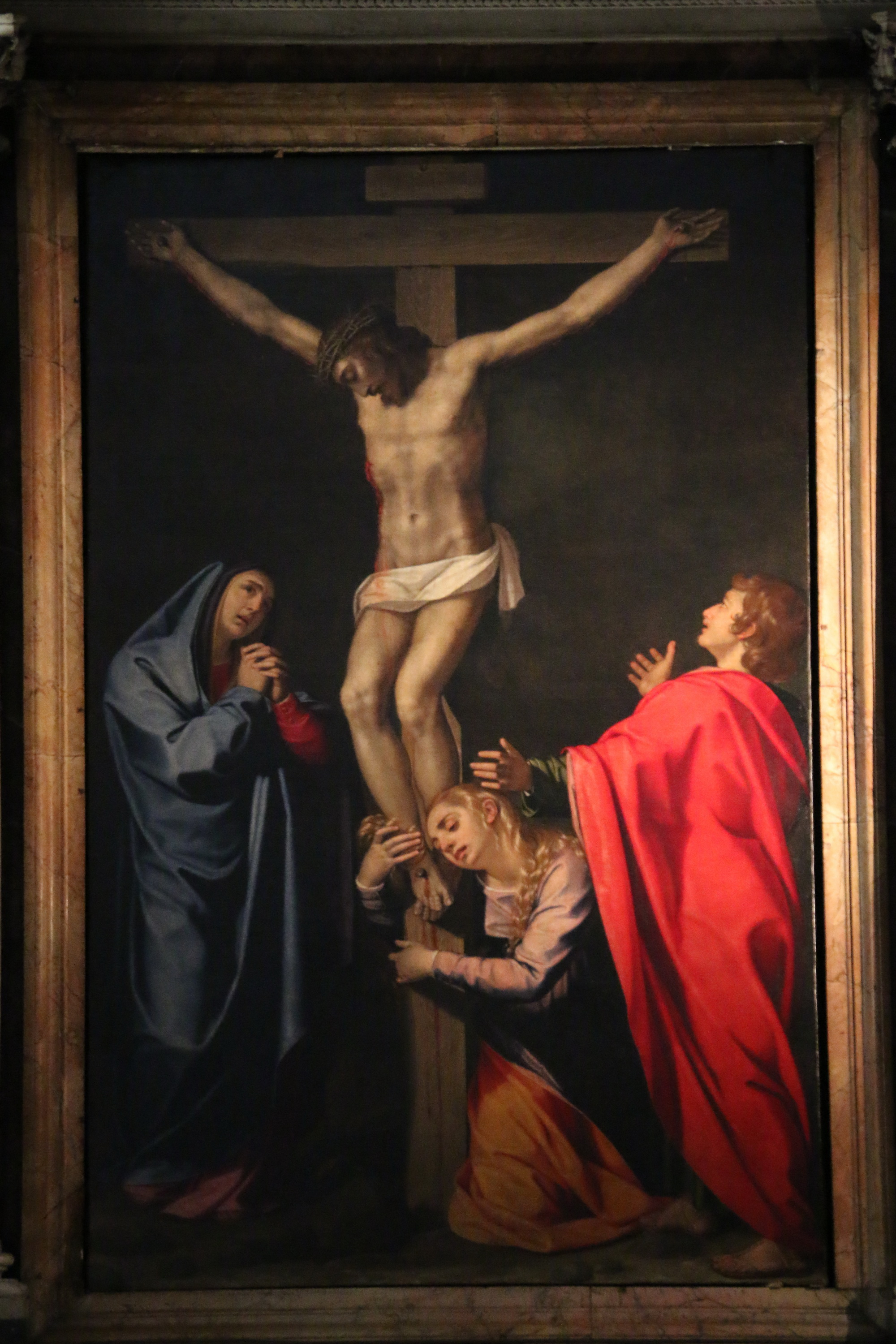
Распятие. Капелла Распятия. Церковь Санта-Мария-ин-Валичелла, Рим
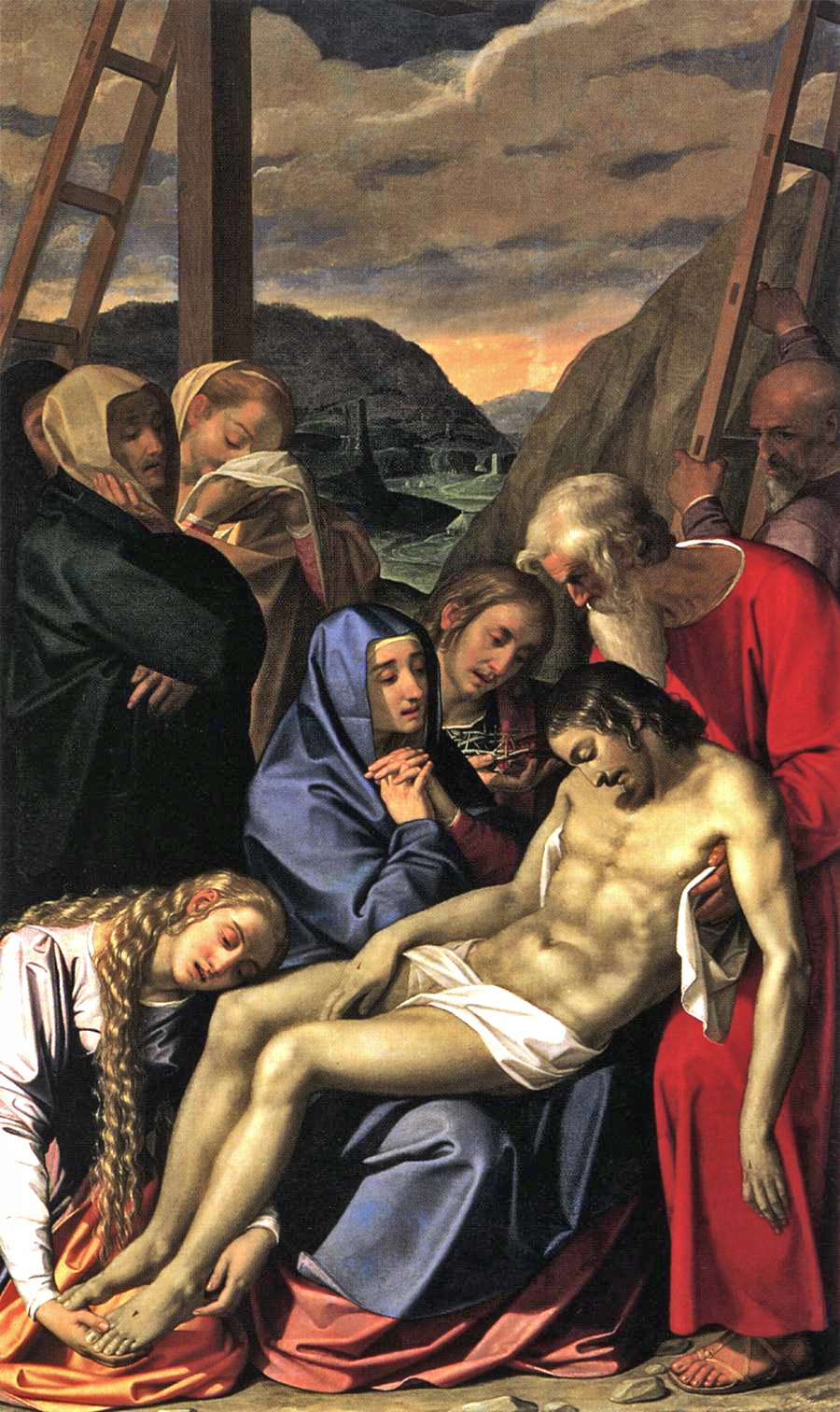
Пьета. 1593. Холст, масло. Метрополитен-музей, Нью-Йорк
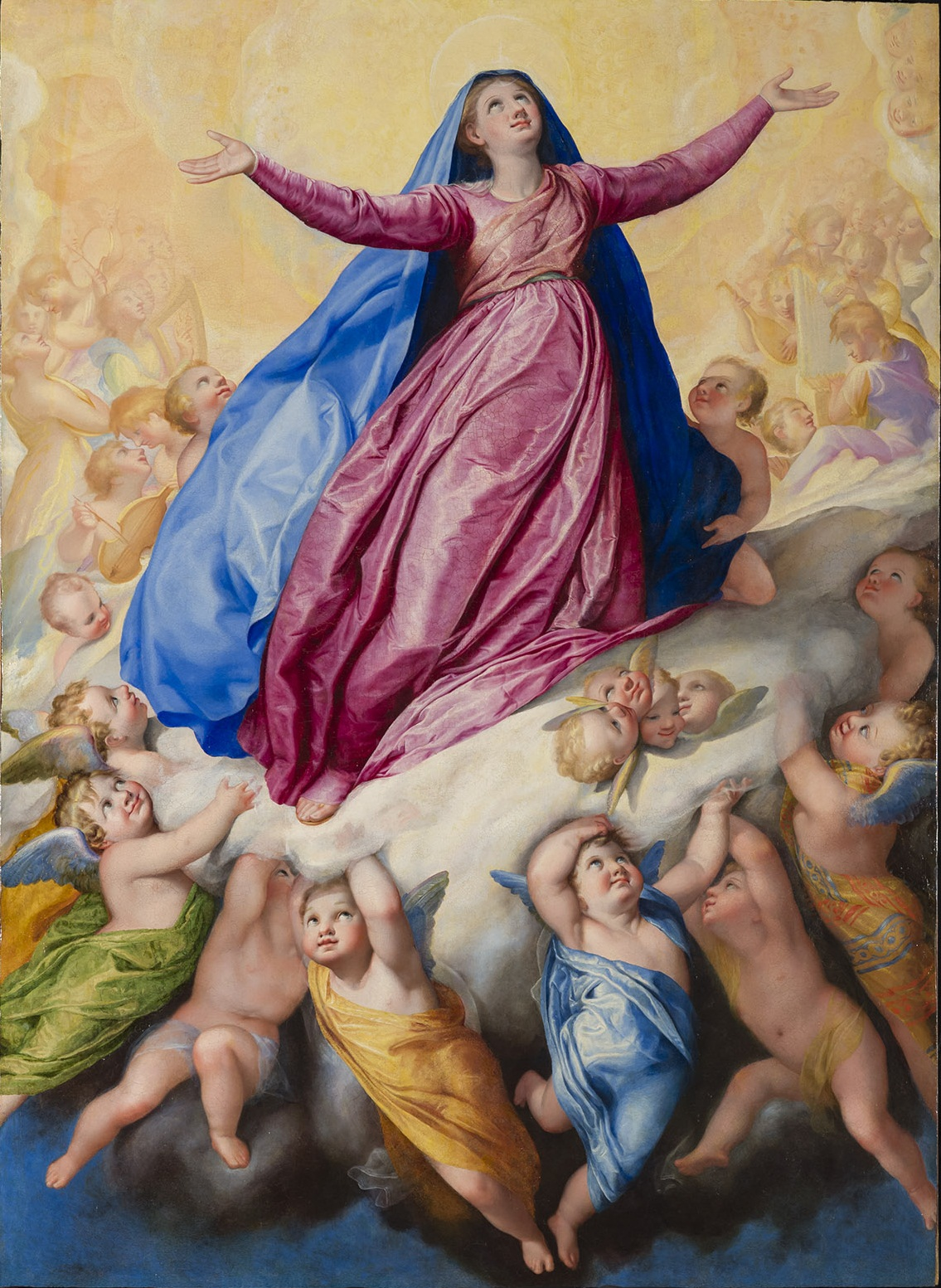
Вознесение Мадонны. Холст, масло. Церковь Иль-Джезу, Рим